# Zoemen
Zoemen is het produceren van een sonoor, eentonig geluid. Het is bekend als het geluid van insecten, maar kan ook worden veroorzaakt door elektrische  apparaten.
Gezoem wordt door veel mensen hinderlijk gevonden. Dit is dan ook de reden, waarom luidsprekers met zoemgeluid in april 2006 op het Zuidplein te Rotterdam worden ingezet om de daar verblijvende hangjongeren te verjagen. Er wordt gekozen om iedere dag een andere frequentie te gebruiken, die niet hoorbaar is voor mensen boven de 25 jaar, zodat er geen gewenning ontstaat.